# شاهد
الشَّاهِدُ (الجمع: شَاهِدُونَ وأشْهَاد وشُهَّد وشُهُود)
هو من يشهد على وقائع عرفها معرفة شخصية إما لكونه رآها بعينه أو سمعها بأذنه وإما لأنه رأها وسمعها في آن واحد.
الشهادة ببساطة تعني العلم والبيان. وهي إثبات واقعة معينة من خلال ما يقوله أحد الأشخاص أو ما شاهده أو سمعه أو أدركه بحواسه من هذه الواقعة بطريقة مباشرة. وشهد فلان عند الحاكم: أي بين ما يعلمه وأظهره، يدل على هذا قوله تعالى: شَاهِدِينَ عَلَى أَنْفُسِهِمْ بِالْكُفْرِ سورة التوبة آية 17

## الشاهد في القانون
- يلعــب الشاهد دورا رئيسيا في مجال الإثبات القانوني، حتى في المسائل المدنية التي غالبا ما تعتمد على الاتفاقيات المبرمة بين الأطراف والمثبتة كتابيا، فقد ترد وقائع قابلة للإثبات بشهادة الشهود، أما الإثبات في المسائل الجزائية فإنه يعتمد كثيرا على هذا النوع من الأدلة، الذي كثيرا ما يبنى عليه حكم الإدانة أو البراءة.
- الشاهد  هو الشخص الذي، يدعي أن يكون لديه، أو يعتقد، من قبل شخص أو سلطة إجبارية لديه المعرفة ذات الصلة بحدث أو مسألة أخرى مثيرة للاهتمام.
- في القانون الشاهد هو شخص، إما طوعا أو تحت الإكراه، يقدم دليلا شهادة، شفوية أو كتابية، ما وهو أو هي يعلم أو يدعي معرفته حول هذه المسألة من قبل بعد ألإذن الرسمي لاتخاذ مثل هذه الشهادة.
- الشاهد شخص تلعب الصدفة دورا كبيرا في اختياره، وقد أدت التجارب التي قام بها الكثير من علماء النفس والإجرام إلى أن الشهادة الصحيحة التي تنطبق على الحقيقة هي النادر حتى ولو كان الشاهد ذكياً وشريفاً وكانت الظروف التي تلابس شهادته حسنة وملائمة، وينطبق هذا حتى على الجزئيات التي يكون الشاهد متأكدا منها.
- الشاهد نفسه قد يتحول إلى متهم في القضية التي حضر ليدلي بشهادته فيها إذا ارتأى القاضي ذلك ولمس بأنه يكذب ويتناقض في أقواله، وبهذا توجه إليه تهمة شهادة الزور. وقد يتعرض الشاهد لعقوبات إذا استدعي للإدلاء بتصريحاته في قضية مهمة كان هو مفتاح اللغز فيها

### استدعاء الشهود

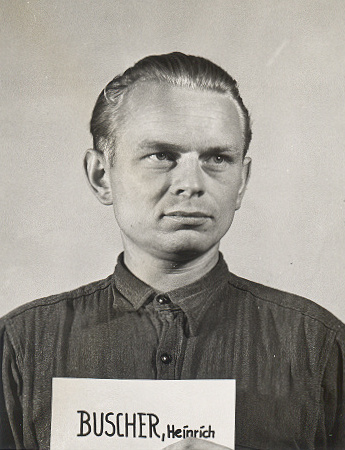
هاينرش بوشر أحد شهود محكمة نورنبيرغ.

## أنواع الشهادة

### أولاً: الشهادة المباشرة
ويقصد بها الشهادة التي تكون صادرة عن الشاهد نتيجة اتصال مباشر بين حواسه والواقعة المراد إثباتها. بمعنى أن يشهد الشخص بما رآه بعينه وبما سمعه باذنه شخصياً على الواقعة المشهود عليها وهي موضوع الدعوى. وهذا ما يستفاد من هذا النص تكون الشهادة عن مشاهدة ومعاينة.

### ثانياً: الشهادة الغير مباشرة
وهي الشهادة التي يدلي بها الشخص بأقوال سمعها من الغير. بمعنى أنه الشاهد لم ير أو يسمع الواقعة المشهود عليها في الدعوى إنما اتصلت بعلمه عن طريق شخص آخر قد شاهد الواقعة نفسها بعينيه أو سمعها بأذنيه.

### ثالثاً: الشهادة بمقتضى شيوع الخبر
وهي الشهادة التي يدلي بها الشاهد بمعلومات وصلت اليه من أقوال شائعة ومتداولة بين عموم الناس عن الواقعة موضوع الدعوى. وقد أخذ المشرع بهذا النوع من الشهادة في حالات معينة على سبيل الحصر.

### الحالات التي يجوز فيها قبول الشهادة على شيوع الخبر
لا تقبل الشهادة على شيوع الخبر إلا في الأحوال الآتية:
1. الوفاة.
2. النسب.
3. الوقف الصحيح الموقوف لجهة خيرية من فترة طويلة.
4. الأحوال التي ينص عليها القانون.[3]

## مصداقية الشاهد
هنالك عدة عوامل تؤثر على مصداقية الشهود

## الأشخاص الذين لا تقبل شهادتهم
لا يكون أهلاً للشهادة:
- [1] من لم يكن سليم الإدراك لعاهة في عقله.
- [2] من لم يبلغ سنه خمس عشرة سنة، على أنه يجوز أن تسمع أقوال من لم يبلغ هذه السن بغير يمين على سبيل الاستدلال.[4]
- [3] مَنْ لا تُعرف عَدالتُه من البدو.[5]

## وصلات خارجية
- Eyewitness memory
- Child Witness Project
- Victims and witnesses of crime (Directgov, England and Wales)